# Edgardo Enríquez
Edgardo Enríquez Frödden (Concepción, 9 de febrero de 1912-Santiago, 1 de noviembre de 1996) fue un médico y educador chileno. Ejerció como rector de la Universidad de Concepción entre 1969 y 1972, director del Hospital Naval de Talcahuano y ministro de Educación Pública, durante el gobierno del presidente Salvador Allende.

## Familia y estudios
Sus padres fueron Marco Antonio Enríquez Henríquez y Rosalba Frödden Lorenzen. Se casó con Raquel Espinosa y con ella tuvo cuatro hijos, entre ellos Edgardo y Miguel Enríquez, ambos altos dirigentes del MIR. Es además, abuelo del político y cineasta chileno Marco Enríquez-Ominami. Estudió en la Escuela de Medicina de la Universidad de Concepción entre los años 1930 y 1936.
Entre los títulos profesionales que obtuvo se encuentra el de médico cirujano, en 1937.

## Vida profesional
En el contexto de sus estudios médicos, Enríquez Frödden se desempeñó como:
- Presidente del Consejo Regional de Concepción del Colegio Médico de Chile en los años 1949 y 1967
- Director del Hospital Naval de Talcahuano, Chile (Hospital Naval Almirante Adriazola), 1963 - 1969
- Ministro de Educación del gobierno de Salvador Allende en 1973

Además fue profesor de Anatomía y Medicina en diversas Escuelas e Institutos, y fue presidente de la primera Conferencia Latinoamericana sobre Planeamiento Universitario realizada en Concepción, 1969.
En la Universidad de Concepción ocupó varios cargos directivos entre 1936 y 1972. En ese período cuenta su rectoría de la universidad desde 1969 hasta 1972, transformándose en el cuarto rector de esta universidad.
Miembro del Partido Radical desde 1936.

### Período de la dictadura militar
Ocupando el cargo de Ministro de Educación, fue detenido en septiembre de 1973 por las fuerzas militares y enviado al Campo de Concentración de Isla Dawson, donde ejerció como delegado en representación de sus compañeros detenidos, hasta su reemplazo por parte de los militares, debido a su carácter rebelde.
Vivió su exilio en Inglaterra (1975-1978), como científico invitado en el Departamento de Anatomía Humana de la Universidad de Oxford. Ejerció la docencia y escribió un tratado de neuro-anatomía de gran aceptación en la comunidad científica de esa disciplina,[cita requerida] el cual fue publicado en México. Posteriormente, en 1979, fue invitado por el Rector de la Universidad Autónoma Metropolitana Unidad Xochimilco, de Ciudad de México, para dictar las cátedras de Anatomía y Neuro-Anatomía.[cita requerida] En esta institución ejerció la docencia hasta 1990.[cita requerida] Actualmente, el edificio de la División de Ciencias Biológicas y de la Salud de la UAM - Xochimilco, en donde se imparten las carreras de Medicina, Enfermería, Estomatología y Nutrición, lleva su nombre.[cita requerida] Durante su estancia en México publicó también el libro llamado Anatomía del corazón, derivado de una serie de entrevistas que le realizó su alumno, el médico y comunicólogo Sergio Bojalil.[cita requerida]

### Retorno a Chile
Fue presidente Fundador (1993) de la Fundación Enrique Kirberg Baltiansky.
Fue miembro de la Gran Logia de Chile, en la cual alcanzó el grado 30. Posteriormente, durante su exilio, fue fundador y gran Maestro del Gran Oriente Latinoamericano.

## Distinciones
En el transcurso de sus estudios universitarios obtuvo los premios A. de Ambrossy en la Universidad de Concepción y Carlos Monckeberg de la Universidad de Chile.
El 10 de enero de 1995, la Universidad de Concepción, le otorgó el grado de doctor honoris causa.
En 1996, la Universidad Tecnológica Metropolitana, le otorgó similar distinción.